# ريس ديفيز (لاعب غولف)
ريس ديفيز (بالإنجليزية: Rhys Davies)‏ هو لاعب غولف بريطاني، ولد في 28 مايو 1985 في إدنبرة في المملكة المتحدة.

## وصلات خارجية
- ريس ديفيز على موقع رابطة أوروبا للاعبي الغولف المحترفين (الإنجليزية)
- ريس ديفيز على موقع التصنيف العالمي الرسمي للغولف (الإنجليزية)